# Luleå Lokaltrafik

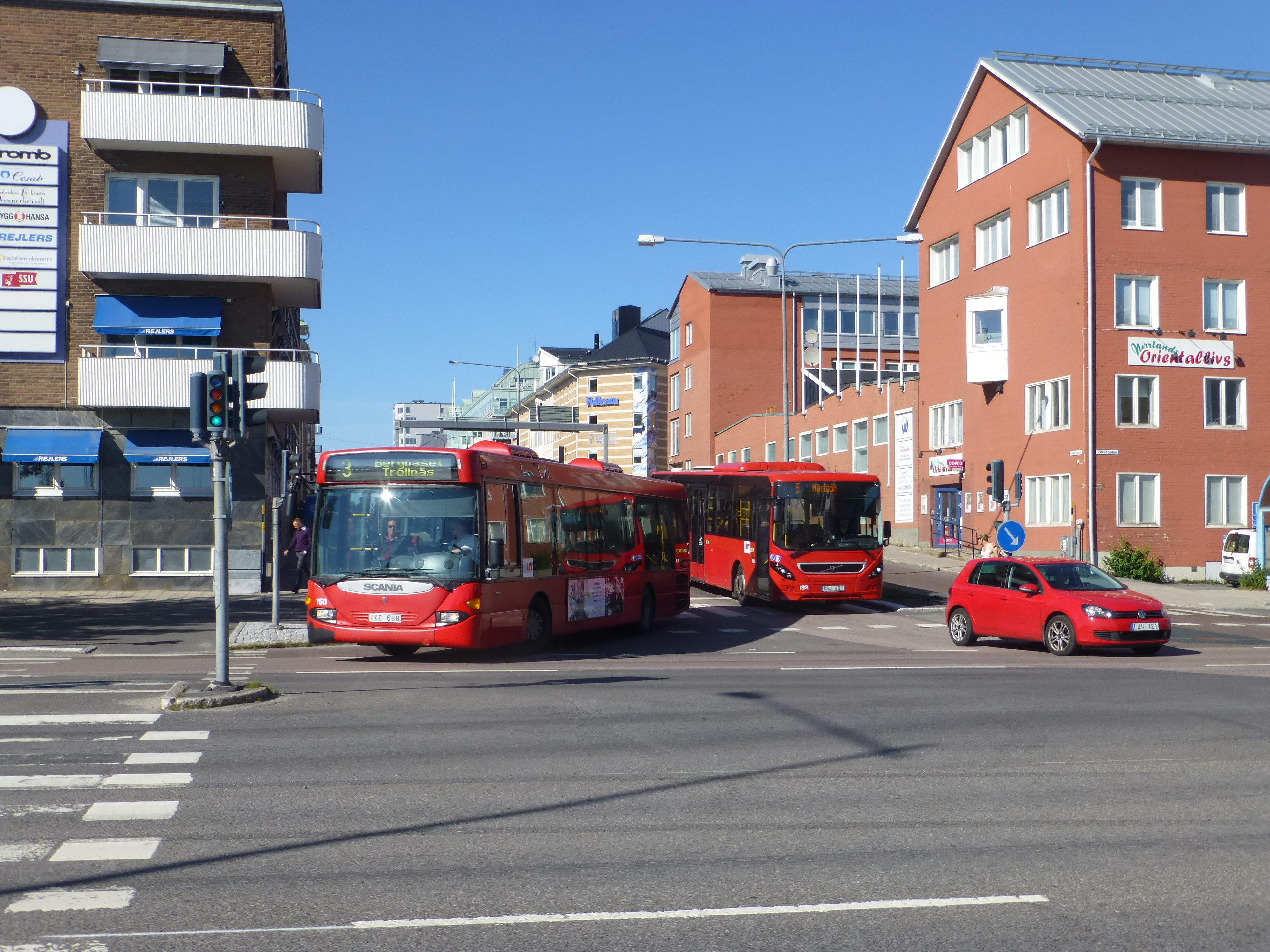
Busse der Linien 3 und 5 an der Ecke Smedjegatan / Södra Hamnleden, 2015

Luleå Lokaltrafik ist das Verkehrsunternehmen der nordschwedischen Luleå kommun. Das Unternehmen bedient den öffentlichen Nahverkehr in Luleå mit Bussen.

## Geschichte
Gegründet wurde das Unternehmen von Arvid Hurtig, der 1922 mit einem Maxwell-Lastwagen Güter von Övertorneå nach Pajala transportierte. Als er 1923 nach Luleå zog, beantragte er beim Norrbottens län die Einrichtung einer Buslinie.
Er baute den Lastwagen so um, dass acht Personen auf der Pritsche sitzen konnten. Zuerst fuhr er vom Zentrum der Stadt in das südliche Wohngebiet Svartöstaden. Die Fahrt kostete 20 Øre. Es etablierte sich für das Transportunternehmen der Name Hurtigruten (nicht zu verwechseln mit der norwegischen Postschifflinie Hurtigruten), der offizielle Name war Hurtigs Omnibus AB. Im Laufe der Jahre kamen neue Linien dazu, unter anderem in die Stadtteile Lövskär, Skurholmen und Örnäset.
Der Zunahme des Autoverkehrs hatte negative Auswirkungen auf die Anzahl der Fahrgäste, deshalb wurde die Busgesellschaft 1976 an Luleå Kommunföretag Aktiebolag verkauft und in Luleå Lokaltrafik AB (LLT) umfirmiert.
Seit dem 9. Januar 2012 können Fahrkarten in den Bussen der LLT nur noch bargeldlos gelöst werden.

## Unternehmen
Von den 75 Bussen von Luleå Lokaltrafik sind acht so genannte Biogasbusse und fünf sind Elektrobusse. Es werden vier Nachtbuslinien angeboten. Drei Linien fahren zu Heimspielen des Eishockeyvereins Luleå HF die Coop Norrbotten Arena an. Der Flygbuss fährt zum Flughafen Luleå/Kallax.